# Noord-Algerijnse gazelle
De Noord-Algerijnse gazelle (Eudorcas rufina)  is een zoogdier uit de familie van de holhoornigen (Bovidae). De wetenschappelijke naam van de soort werd voor het eerst geldig gepubliceerd door Thomas in 1894.